# Ouragan sur le lac
Ouragan sur le lac (The Wide Window) est le troisième tome de la série Les Désastreuses Aventures des orphelins Baudelaire par Lemony Snicket

## Résumé
Les trois enfants se rendent au lac Chaudelarmes, pour habiter chez leur tante Agrippine Amberlu qui est une vraie mordue d'orthographe et de grammaire. La tante en question a peur de tout et de n'importe quoi : du canapé (qui pourrait « s'effondrer en vous transformant en galette ») au téléphone (qui pourrait « vous électrocuter ») en passant par les poignées des portes (qui pourraient « exploser, et un éclat dans l'œil, c'est si vite arrivé ») et surtout au fourneau (qui pourrait créer des incendies).
Mais un ouragan se prépare, et, alors qu'ils font des courses, Violette, Klaus et Prunille voient le comte Olaf revenir dans leurs vies. Celui-ci se fait appeler capitaine Sham, et, pour camoufler le tatouage de sa cheville, il porte une jambe de bois. Ceci lui permet également d'attendrir tante Agrippine à qui il dit avoir perdu sa jambe à cause des sangsues du lac (elle-même a perdu son mari Ignace dans les mêmes circonstances). Lorsque les enfants tentent de l'informer de la véritable identité du capitaine, elle refuse d'entendre quoi que ce soit.
Le soir même, Sham appelle Agrippine qui décide courageusement de répondre au téléphone, envoyant les enfants dans leur chambre. Ayant entendu un bruit inhabituel, ils reviennent pour découvrir que la grande baie vitrée de la bibliothèque surplombant le lac est brisée. Un mot de la main de leur tante les attend, expliquant qu'elle a décidé de se suicider et de les confier au capitaine. Klaus est grandement étonné par les fautes d'orthographe garnissant la lettre.
M. Poe vient alors régler le problème, prévoyant de confier les enfants au capitaine selon la volonté de leur tante. Tout ceci se négocie durant un repas au Clown anxieux, pendant lequel les enfants mangent des pastilles de menthe qui leur donnent une crise d'allergie. Ils peuvent ainsi regagner la maison de leur tante, laissant M. Poe et le capitaine à leurs affaires. Klaus découvre alors que les fautes d'orthographe du message doivent en fait former un code (plaît sans accent, insupportable avec deux S, évidence avec un a, vos au lieu de vous, constamment avec un M manquant, retrouver écrit retrouvé, viduité avec un E, etc) : Île Saumure.   
L'ouragan détruit alors la maison de leur tante, mais les orphelins s'en échappent à temps et décident de gagner la fameuse île. Le seul moyen pour y arriver est de voler un des voiliers du capitaine Sham, ce qu'ils font de justesse en échappant à un des sbires d'Olaf, une « montagne humaine dont on ne sait si elle est homme ou femme ». Ils atteignent ainsi l'île où les attend leur tante. L'ayant convaincue d'empêcher leur adoption par Olaf, les orphelins l'emmènent en voilier à Port Damoclès. Mais en chemin, les sangsues attaquent le bateau qui finit par sombrer. Les naufragés sont sauvés par un navire dont le pilote n'est autre que le capitaine Sham qui les ramène à bon port, après avoir jeté à l'eau la pauvre tante.
Cependant, Prunille met fin à la mascarade en détruisant la jambe de bois du comte Olaf, qui réussit toutefois à s'enfuir avec son homme de main.

## Adaptations
En 2004, le roman est adapté au cinéma dans le long-métrage Les Désastreuses Aventures des Orphelins Baudelaire de Brad Silberling, aux côtés du premier et du deuxième tomes. 
En 2017, la série télévisée Les Désastreuses Aventures des Orphelins Baudelaire adapte également le roman dans le cinquième et sixième épisodes de la première saison.